# Ražopsi
Ražopsi (lat. Rhinobatidae) su porodica riba iz nadreda poligača. Postoje 4 priznata roda, od kojih tri čine potporodicu Rhinobatinae Bonaparte, 1835
Ražopsi su prije bili uključivani u red ražolikih riba, a danas u Rhinopristiformes. Rašireni su po tropskim dijelovima oceana. Rađaju žive mlade. Hrane se mekušcima, rakovima i sitnom ribom koja živi pri dnu.
Prema mišljenju Aristotela, ražopsi su križanci morskih pasa i raža.

## Rodovi
- Pseudobatos Last, Séret & Naylor, 2016
- Subfamilia Rhinobatinae Bonaparte, 1835
  - Acroteriobatus Giltay, 1928
  - Rhinobatos Linck, 1790
  - Tarsistes Jordan, 1919